# 에르츠산맥

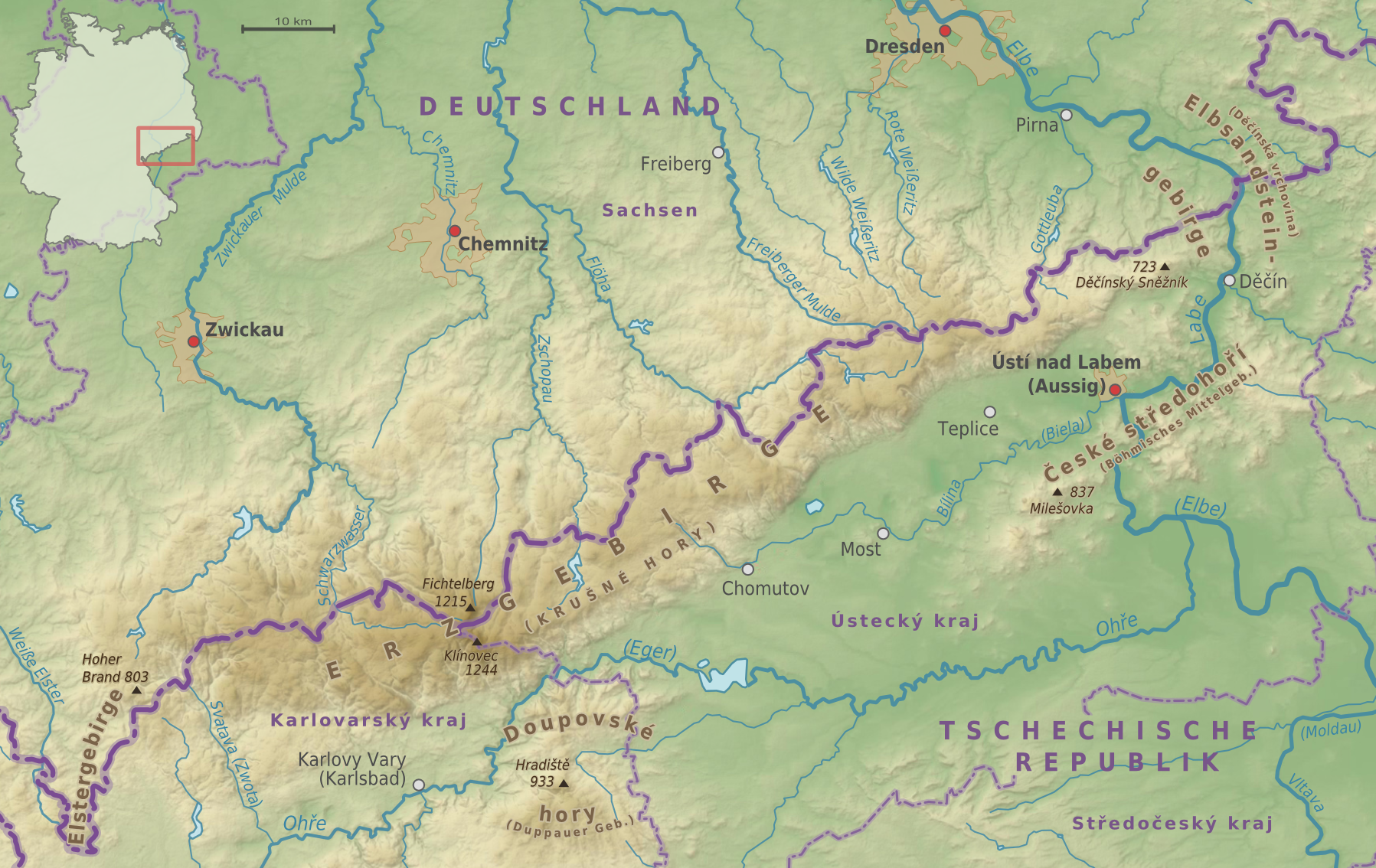
에르츠산맥

에르츠산맥(독일어: Erzgebirge 에르츠게비르게[*], 체코어: Krušné hory 크루슈네호리[*])은 독일 작센주와 체코 보헤미아 사이에 걸친 산맥이다.